# Left Lane Cruiser
Left Lane Cruiser est un duo américain de blues garage originaire de Fort Wayne dans l'Indiana. Le groupe mélange des influences du blues du Mississippi du rock garage et du punk. Il s'inspire de R. L. Burnside, Junior Kimbrough et T-Model Ford.

## Membres
- Frederick J. Evans IV : Guitare, Voix, Harmonica
- Pete Dio : Percussions, Raps